# Фабіан Рісле
Фа́біан Рі́сле (нім. Fabian Rießle; нар. 18 грудня 1990, Фрайбург, Німеччина) — німецький лижний двоборець, олімпійський медаліст, триразовий чемпіон світу, призер світових першостей. 
Срібну олімпійську медаль Рісле виборов у Сочі на зимових Олімпійських ігор 2014 року в командних змаганнях. Крім того він бронзовий призер тієї ж Олімпіади в дисципліні великий трамплін + 10 км.